# Лок Сабха
Лок Сабха (Народна палата) е долната камара на парламента на Индия. Горната камара е Раджа Сабха.
Членовете на Лок Сабха се избират с преки (тайни) избори по мажоритарен принцип. Максималният брой депутати е установен в Конституцията – 552 (до 530 от щатите, до 20 от съюзните територии, още 2 могат да бъдат назначени от президента за представляване на индийските граждани от британски произход).
Лок Сабха се избира за срок от 5 години, освен ако в страната не е обявено „извънредно положение“ – тогава пълномощията му могат да продължени с още една година.
Депутат в Лок Сабха може да стане всеки гражданин на Индия, не по-млад от 25 години, психически здрав и неучаствал в банкрутирала компания. Кандидатите са длъжни да представят свидетелство за съдимост, че срещу тях не са водени или се водят наказателни дела.
14-а Лок Сабха е формирана по време на изборите през април-май 2004 г.